# Visnyij Volocsok-i járás

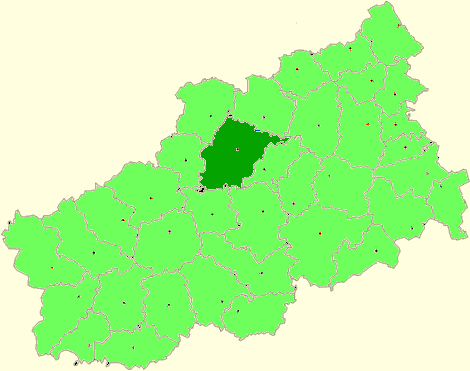
A Visnyij Volocsok-i járás a Tveri területen

A Visnyij Volocsok-i járás (oroszul Вышневолоцкий район) Oroszország egyik járása a Tveri területen. Székhelye Visnyij Volocsok.

## Népesség
- 1989-ben 34 579 lakosa volt.
- 2002-ben 28 918 lakosa volt.
- 2010-ben 25 421 lakosa volt, melyből 22 637 orosz, 234 ukrán, 168 tatár, 119 örmény, 91 cigány, 80 azeri, 69 karjalai, 65 fehérorosz, 38 üzbég, 29 csuvas, 25 csecsen, 24 moldáv, 12 mari, 11 tadzsik, 10 finn, 10 mordvin stb.